# 七 (音樂專輯)
《七》是香港歌手陳奕迅加盟英皇娛樂後推出的首張國語新曲加精選輯，於2003年11月18日發行。

## 專輯介紹
此碟收錄陳奕迅自2000年加盟英皇娛樂後的精選國語歌曲，並收後了三首過往主打冠軍粵語歌，
Lonely Christmas、Shall We Talk及打回原形的國語版本，
分別為聖誕結、Shall We Talk及寂寞讓你更快樂。並拍攝3隻mv。
而十年成為2002年的明年今日的國語版本的主打冠軍歌。
兄妹更是歲月如歌的國語版本。

## 曲目

### Disc 1
1. 聖誕結
2. Shall We Talk
3. 寂寞讓你更快樂
4. K歌之王
5. 想哭
6. 愛是懷疑
7. 十年
8. 不如這樣
9. 謝謝儂

### Disc 2
1. 你的背包
2. 低等動物
3. 男人的錯
4. Last Order
5. 沒有手機的日子
6. 要你的
7. 全世界失眠
8. 兄妹
9. 我們都寂寞

## 資料來源
- 陳奕迅Wiki專頁 - 七（页面存档备份，存于）
- 陳奕迅專輯《七》雅虎音樂專頁[永久]